# Вторая битва при Порту
Вторая битва при Порту, также известная как Битва при Дуэро или Переход через Дуэро (12 мая 1809 года), было сражением Пиренейской войны (части наполеоновских войн), в котором англо-португальская армия генерала Артура Уэлсли одержала победу над французскими войсками маршала Никола Сульта и отбила у него город Порту. Приняв 22 апреля командование британскими войсками в Португалии, Уэлсли (позже получивший титул 1-го герцога Веллингтона) немедленно начал наступление на Порту и неожиданно для противника пересёк реку Дуэро, подойдя тем самым со слабо защищаемой стороны. Запоздавшие попытки Сульта организовать защиту были тщетны. Французы спешно и в полном беспорядке покинули город.
Эта битва окончила второе французское вторжение в Португалию. Вскоре Сульт обнаружил, что его маршрут отступления на восток заблокирован, и был вынужден уничтожить орудия и сжечь свой обоз. Уэлсли преследовал французскую армию, но та избежала уничтожения, спешно отступив через горы.

## Предыстория

### Французская оккупация
В первой битве при Порту (28 марта 1809 года) французы под командованием генерала Сульта одержали победу над португальцами под командованием генералов Лима Баррето и Паррейраса возле города Порту. После победы в битве Сульт устроил штурм города. Помимо 8 тыс. солдат, погибло большое количество мирных жителей.
Пока Сульт находился в Порту, на востоке действовали отдельные силы под руководством генерал-майора Луи Луазона. Первоначально в состав этих войск входили пехотная дивизия дивизионного генерала Анри-Франсуа Делаборда и кавалерийская дивизия Лоржа. Португальские войска под командованием генерал-майора Франсиско Сильвейры захватили французский гарнизон Шавиша и перерезали пути связи Сульта с Испанией, заблокировав район вокруг Амаранти.
С 18 апреля по 3 мая португальцы удерживали Луазона на западном берегу реки Тамега. 3 мая французским инженерам удалось разминировать мост, и пехота Делаборда смогла его пересечь. К маю французский маршал начал опасаться, что англичане превосходят его по численности. 11 мая Сульт до поздней ночи составлял планы отступления. Дивизия генерала Жюльена Огюста Жозефа Мерме уже отправилась в путь с обозом и артиллерией.
У Сульт было в общей сложности 10 тыс. пехотинцев и 1,2 тыс. кавалеристов. Дивизия Делаборда содержала по три батальона из 17-го лёгкого, 70-го и 86-го линейных пехотных полков. Дивизия генерала Пьера Юга Виктуара Мерля включала в себя по четыре батальона из 2-го и 4-го лёгких пехотных полков и три батальона 36-го линейного пехотного полка. Дивизия генерала Жан-Батиста Франчески состояла из 1-го гусарского полка, 8-го драгунского полка, 22-го и ганноверского шассёрских полков.

### Наступление англо-португальской армии
Прибыв из Лиссабона, 11 мая англо-португальская армия сражалась с французами в битве при Грижо. Подойдя к реке Дуэро, Уэлсли не смог её пересечь, потому что армия Сульта или уничтожила, или перебросила на северный берег все лодки.
По данным одного историка, в армии Уэлсли было 18,4 тыс. человек, а также 4 батареи по 6 орудий в каждой.
Дальше на восток Уильям Карр Бересфорд (маршал португальской армии) вёл 3-ю британскую бригаду генерал-майора Кристофера Тилсона (1659 британских и около 600 португальских гренадеров) и 5 тыс. португальцев для соединения с силами Сильвейры. 2-я британская бригада генерал-майора Алекса Рэндолла Макензи и крупные португальские войска действовали вдоль линии реки Тахо.

## Битва
Утром 12 мая полковник Джон Уотерс занимался разведкой на реке к востоку от Порту. К нему подошел португальский парикмахер, который привёл его к месту на берегу, спрятанному за кустарником, где находился ялик с настоятелем монастыря и тремя или четырьмя крестьянами. Частично по просьбе Уотерса, а частично по просьбе настоятеля крестьяне вместе с британским офицером сели в ялик и пересекли реку шириной 450 метров, пригнав с противоположного берега четыре неохраняемых винных баржи.

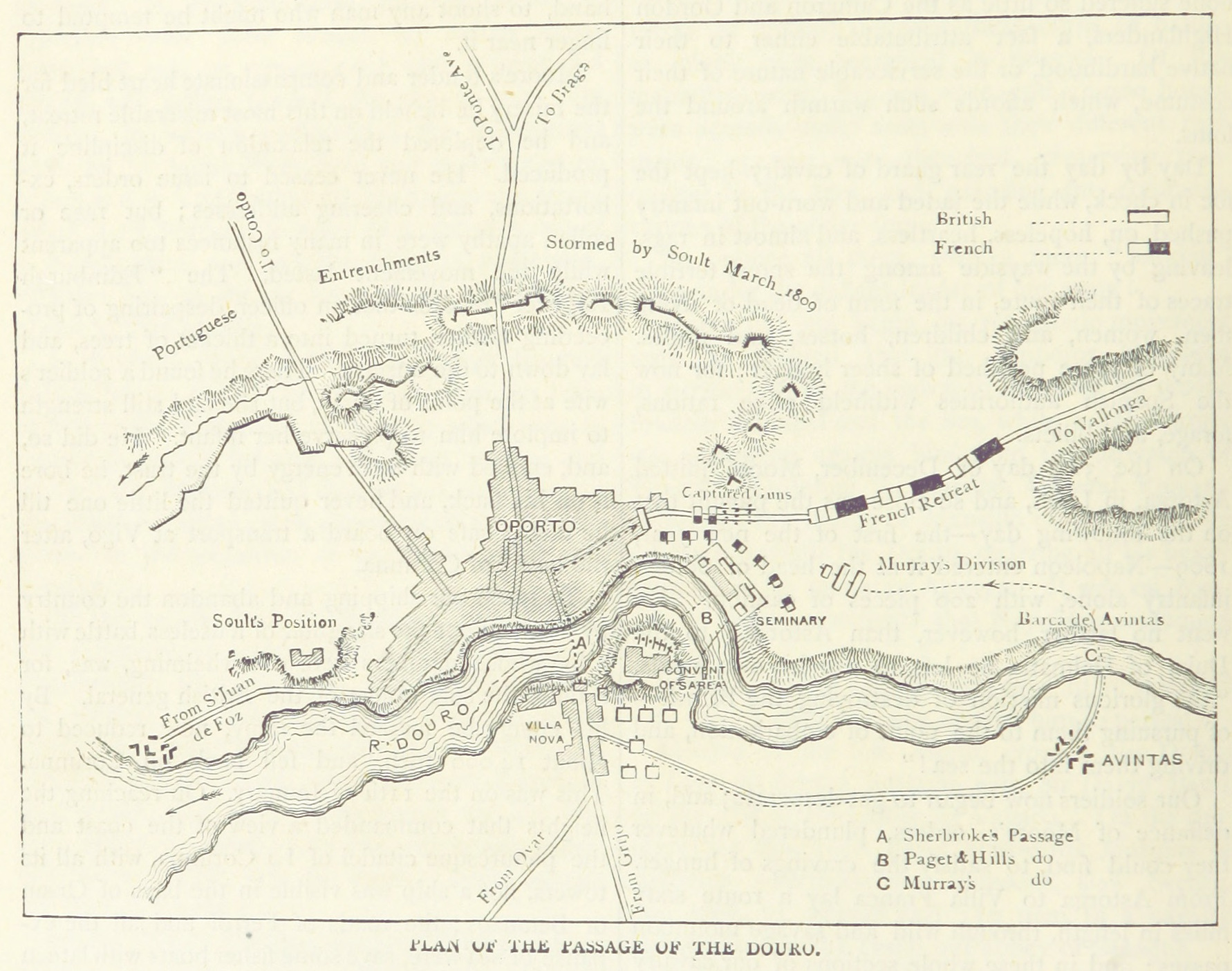
Карта битвы

Узнав об этом, Уэлсли приказал переправить солдат на другой берег. Рота 3-го пехотного полка тут же пересекла реку и заняла огороженную стеной семинарию с видом на место высадки. К тому времени, когда французы поняли, что силы Уэлсли были на северном берегу, весь батальон бригады Хилла уже находился в семинарии.
Сульт, который в это время спал, не был оповещён об этих событиях. Бригадный генерал Максимильен Фуа, который первым заметил переправу британцев, реквизировал три батальона 17-го полка лёгкой пехоты и около 11:30 утра начал атаку на семинарию. Фуа был ранен, а его солдаты отбиты с тяжёлыми потерями. Позже в тот же день, получив ещё три батальона в подкрепление, французы снова атаковали. К этому времени, однако, ещё три батальона британцев заняли семинарию и окружающие её здания, и французы снова потерпели поражение.
Сульт отвёл войска, охранявшие лодки возле Порту, и направил их в подкрепление Фуа.
Как только французы покинули реку, жители Порту немедленно отправились на «всём, что может плавать», и переправили ещё больше британских войск. Четыре британских батальона немедленно пересекли реку и атаковали французов с тыла. Французы, планировавшие неторопливый отход из города, вместо этого стремительно бежали на северо-восток.
Чтобы отрезать французам пути к отступлению, бригада генерал-майора Джона Мюррея в 2,9 тыс. человек с 14-м эскадроном лёгких драгунов была переправлена через Дуэро на пароме в восьми километрах к востоку от Порту. Мюррей оказался слишком далеко и не смог заслонить французам путь к отступлению, хотя между ними произошла стычка. 14-й эскадрон, однако, бросился за отступающими французами. Они атаковали и сумели отрезать около 300 французов, многие из которых оказались в плену. 35 из 110 всадников погибли в этой схватке.

## Итог

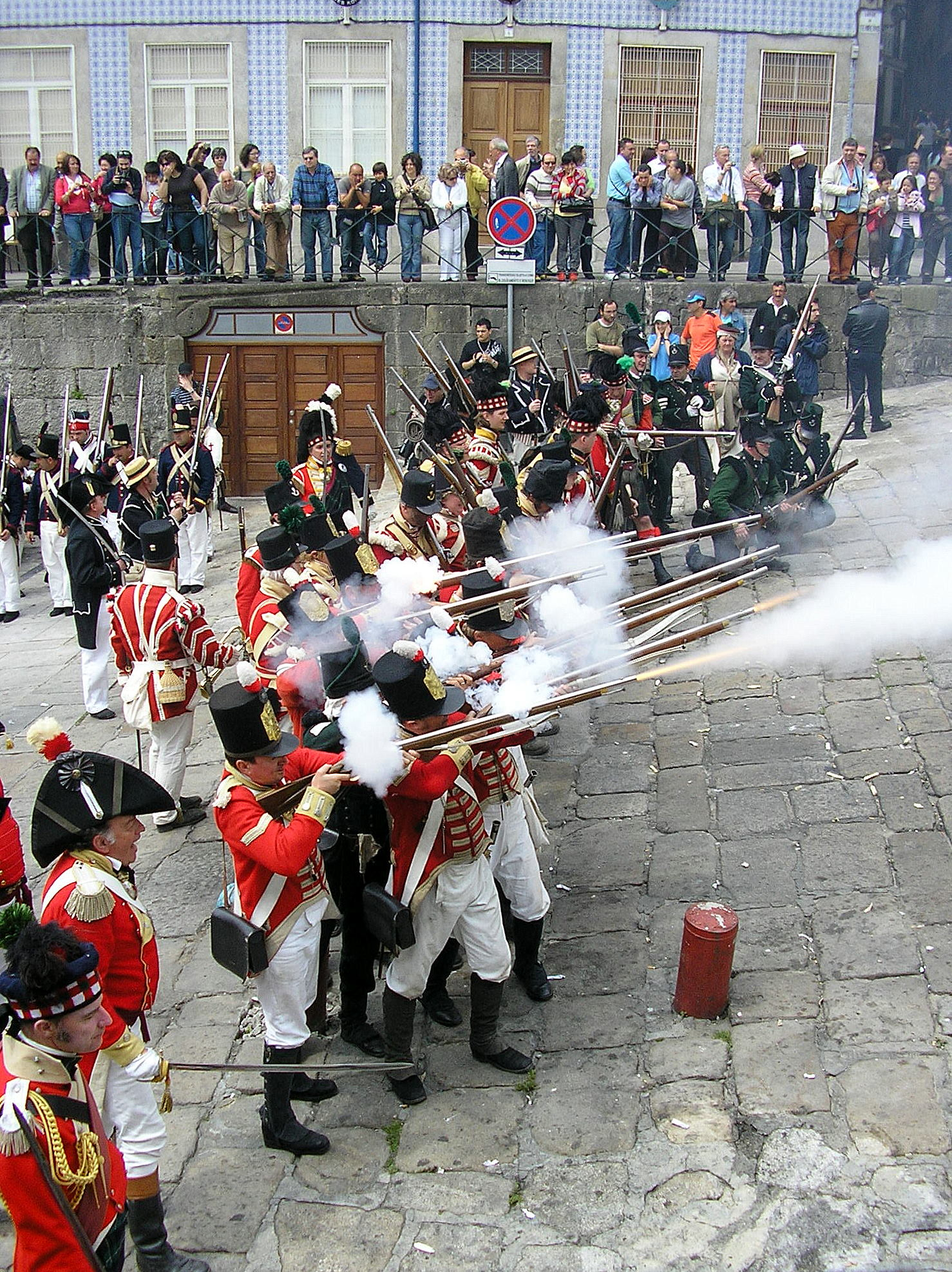
Реконструкция битвы

Британцы потеряли 125 человек. В битве за семинарию второму заместителю Уэлсли, генерал-майору Эдварду Пэджету, французской пулей была разбита рука, и её пришлось ампутировать. Помимо 1800 пленных французы потеряли 600 человек убитыми и ранеными.

### Отступление Сульта
Из-за ошибки Мюррея и из-за того, что бо́льшая часть армии Уэлсли по-прежнему находилась на южной стороне Дуэро, французам удалось бежать. Однако Луазону не удалось оттеснить силы Сильвейры от запланированного пути отступления Сульта на северо-восток, поэтому Сульт был вынужден бросить всё свое снаряжение и идти по горным тропам на севере. Силы Сульта и Луазона встретились в Гимарайнше, но армия Уэлсли прошла на север.
Британцы достигли Браги (к северо-западу от Гимарайнша) раньше французов, вынудив Сульта снова отступить на северо-восток. Тем временем Бересфорд и Сильвейра маневрировали, чтобы заблокировать путь отступления Сульта в этом направлении. Успешно избежав нескольких переделок, Сульт ускользнул через горы в Оренсе в Испании. Во время отступления корпус Сульта потерял 4,5 тыс. человек, свой военный сундук, все 58 орудий и поклажу.

## В художественной литературе
Битва за Порту изображена Бернардом Корнуэллом в книге «Хаос Шарпа», Саймоном Скарроу в книге «Огонь и меч», Алланом Маллинсоном в книге «Смелый поступке», Иэйном Гейлом в книге «Рота Кина» и Мартином Макдауэллом в историческом романе «Равнины Талаверы».